# Klostersee (Lehnin)
Der Klostersee bei Lehnin hat eine dreieckige Grundform und erstreckt sich zwischen Lehnin und Nahmitz. Er umfasst eine Fläche von 38 ha, liegt im Mittel 29 m ü. NN und weist im mittleren Bereich eine Tiefe von vier bis sechs Meter auf. Geologisch handelt es sich wahrscheinlich um den Rest eines Toteisblocks, da die umgebende, in der Weichsel-Eiszeit abgelagerte, Sander-Hochfläche Zauche eher sehr karg und trocken ist und Urstromtäler hier nicht flossen. Er wird von der Emster, die aus dem oberhalb gelegenen Mühlenteich kommt, durchflossen. Die Emster, ein Havelzufluss, verbindet in ihrem weiteren Verlauf nach Norden den Klostersee mit dem Netzener See.
Das Westufer ist teilweise, das Nord- und das Ostufer sind fast vollständig bewaldet. Das Südostufer ist bebaut, am Westufer befindet sich eine Tiny-House-Siedlung. Neben ausgeschilderten Wanderwegen ist das am Ostufer befindliche Strandbad erwähnenswert, das am Hang angelegt ist. Rund 100 Meter südlich vom Strandbad folgt der Lehniner Skulpturenpark mit teilweise wechselnden Darstellungen, im Oktober 2004 beispielsweise mit verschiedenen Kürbis-Arrangements infolge des alljährlichen Lehniner Kürbisfestes; auf dem Foto sind auf den Pflöcken im See Kürbisse zu sehen.
Namensgeber des Gewässers war das 1180 von dem zweiten Brandenburger Markgrafen Otto I. gestiftete Zisterzienser-Kloster Lehnin, das wenige Gehminuten vom Südende des Sees entfernt liegt.